# Mike Alvarado
Michael „Mike“ Alvarado (* 28. Juli 1980 in Denver) ist ein US-amerikanischer Profiboxer und ehemaliger Weltmeister der WBO im Halbweltergewicht.

## Privates und Anfänge im Boxsport
Mike Alvarado wuchs mit vier Schwestern und einem Bruder in Thornton auf und besuchte die dortige Skyview High School. Sein Vater ist der ehemalige Profiboxer Ron Cisneros alias The Rocky Mountain Assassin, seine Mutter arbeitete als Angestellte in einem Institut für Refraktive Chirurgie. Sein Cousin Ricky Lopez ist ebenfalls professioneller Boxer. Alvarado begann im Alter von vier Jahren mit dem Ringen und gewann in dieser Sportart sieben nationale Meistertitel, ehe er im Alter von 20 Jahren zum Boxen wechselte.
Als Amateur siegte er in 36 von 41 Kämpfen, gewann zweimal die Golden Gloves von Colorado und wurde 2001 Ringside National Champion, wobei er sich gegen Chad Aquino und Andre Dirrell durchsetzte. Bei den National Golden Gloves 2001 unterlag er im Viertelfinale gegen James Parison, bei den US-Meisterschaften 2003 im Achtelfinale nach Punkten gegen Lamont Peterson. Bei den National Golden Gloves 2003 schied er im Achtelfinale mit knapper 2:3 Punktentscheidung gegen Charles Hatley aus.

## Profikarriere
Gemanagt von Henry Delgado, Shelly Finkel und Frank Acosta wechselte er ins Profilager und wird von Shann Vilhauer trainiert. Seinen ersten Profikampf bestritt er am 28. Februar 2004 in Thornton und gewann durch K. o. in der ersten Runde. Auch seine nächsten sechs Kämpfe konnte er vorzeitig entscheiden, davon vier in der ersten Runde. Seinen ersten Punktesieg feierte er am 19. März 2005 in Las Vegas gegen Hilario López, den späteren interimen Jugendweltmeister der WBC.
Bis zu seiner ersten Titelchance bestritt er 21 weitere siegreiche Kämpfe, davon 18 gegen Boxer mit positiven Bilanzen. Dabei besiegte er auch den späteren IBF-Weltmeister Carlos Amado Molina, den WBO-WM-Herausforderer Michael Clark und den Ex-WBC-Weltmeister Cesar Bazan.
Am 7. Mai 2011 sicherte er sich durch einen vorzeitigen Sieg gegen Ray Narh, die Meisterschaft des Amerikanischen Kontinents der WBC. Am 30. Juli desselben Jahres besiegte er Gabriel Alejandro Martínez einstimmig nach Punkten und wurde somit auch Lateinamerikanischer Meister der IBF. Im November gelang ihm noch ein vorzeitiger Sieg gegen Breidis Prescott sowie im April 2012 ein Punktesieg gegen Mauricio Herrera.
Am 13. Oktober 2012 boxte er gegen den ebenfalls ungeschlagenen Brandon Ríos (30-0, 23 K. o.) und unterlag nach einem harten Duell durch Technischen K. o. in der siebten Runde. Beim Rückkampf am 30. März 2013 in Las Vegas, konnte sich Alvarado jedoch einstimmig nach Punkten durchsetzen, gewann damit die Interimweltmeisterschaft der WBO und wurde somit als Nummer 2 der WBO-Weltrangliste hinter Juan Márquez geführt. Auf der Weltrangliste des Ring Magazine lag er auf Platz 4. Da Juan Manuel Márquez jedoch ins Weltergewicht aufstieg, wurde Alvarado am 12. Oktober zum neuen regulären Weltmeister der WBO im Halbweltergewicht erklärt.
Am 19. Oktober sollte er seinen Titel in Denver gegen Ruslan Prowodnikow verteidigen, war gegen den Russen jedoch zweimal in der achten Runde am Boden und verlor in der zehnten schließlich durch Technischen K. o. Am 17. Mai 2014 boxte er in einer WBO-Titeleliminierung im Weltergewicht gegen Juan Márquez (55-7), unterlag diesem jedoch nach Punkten.
Am 24. Januar 2015 verlor er in seinem bereits dritten Duell gegen Brandon Ríos (32-2) vorzeitig in der dritten Runde.